# Limnocottus godlewskii
Limnocottus godlewskii (широколобка крапкова) — вид скорпеноподібних риб родини Abyssocottidae.

## Поширення
Ця прісноводна риба є ендеміком озера Байкал у Росії. Мешкає на мулистому дні на глибині до 830 м.

## Опис
Самці можуть досягти завдовжки 19 см. Тіло витягнуте в довжину. Спина за потилицею трохи піднята. Рило звужується, очі опуклі. Черевні плавці досягають анального отвору. На тілі — кісткові зернятка. Верхня частина тіла порита густо розташованими червонуватими, коричневими, фіолетово-сірими цяточками. Черево сіре.

## Спосіб життя
L. godlewskii нереститься у січні-лютому. Ікру відкладає на каменях, затонулих шматках деревини. Кладки охороняються самцями. Личинки як і дорослі риби ведуть придонний спосіб життя. Харчується в основному дрібними донними бокоплавами і залишками рослин.